# Ban Zhao
Ban Zhao (em chinês: 班昭; Wade-Giles: Pan Chao; 45 - 116 d.C.), Conhecida também pelo nome de cortesia Huiban (惠班), é considerada a primeira  historiador chinesa.  Casou-se com Cao Sishu aos quatorze anos de idade e era conhecida na corte como "Venerável Madame Cao" (曹大家). Filha do famoso historiador Ban Biao , era irmã mais nova do general Ban Chao e do historiador Ban Gu, autor da história do 'Western Han', obra conhecida atualmente como "Livro de Han". Ban Zhao completou o livro após a prisão e execução de seu irmão, no ano de 92 d.C., devido à associação da família com a imperatriz Dou. Estima-se que seu trabalho tenha adicionado oito volumes à obra original.
Ban Zhao escreveu Lições para Mulheres. A despeito da educação da autora, o livro aconselha as mulheres a serem submissas e aceitar que os maridos podem ter concubinas, e que quando casadas devem ser fiéis; embora o livro também aconselhe que as mulheres devam ser educadas e cultas como ela. Uma avaliação moderna do livro indica que o livro é na verdade um guia para que as mulheres evitem escândalos na juventude para que vivam tempo suficiente para se tornarem viúvas com poder e status social elevado. Ela também escreveu poesia e ensaios, tornando-se a mais famosa educadora da China.
Ban Zhao é retratado em Wu Shuang Pu (無雙 譜, Tabela de Heróis Inigualáveis) por Jin Guliang.
Ban Zhao era a tia da acadêmica e poeta Ban Jieyu.
A cratera de Ban Zhao, no planeta Vênus, foi nomeada em sua homenagem.

## Família de Ban Zhao
- Ban Biao (班彪; 3-54; pai)
  - Ban Gu (班固; 32-92; irmão mais velho)
  - Ban Chao (班超; 32-102; segundo irmão)
    - Ban Xiong (班雄; ?-after 107; irmão mais velho)
    - Ban Shi (班始; ?-130; segundo filho)
    - Ban Yong (班勇; ?-after 127; filho mais novo)